# 밀티아데스
밀티아데스(고대 그리스어: Μιλτιάδης, Miltiades, 기원전 550년경 - 기원전 489년)는 고대 아테나이의 군인이다. 올림픽 전차 경주로 유명한 키몬의 아버지이다. 헬레스폰투스 케르소네소스의 참주였지만, 이오니아 반란 이후 아테나이로 돌아와 장군이 되었고, 마라톤 전투에서 아테나이 - 플라타이아이 연합군을 이끌고 페르시아 군을 이겼다.

## 생애
아테네에서 태어났다. 밀티아데스의 아들 키몬은 페이시스트라토스 가문에 의해 암살되었지만, 밀티아데스는 환대를 받았고, 형제인 스테사고레스가 케르소네소스에서 죽은 후 후임으로 이곳에 보내졌다. 그의 이름은 케르소네소스의 개척자 밀티아데스(이 항목의 밀티아데스 아버지 키몬의 이복동생)에서 유래한다.
참주 시대에 림노스 섬을 점령하는 등의 공적을 세웠고, 이오니아 반란에서 페니키아 군의 접근을 탐지하는 등 아케메네스 제국을 도왔다. 기원전 493년에는 케르소네소스를 떠나 아테나이로 돌아왔다. 반 페르시아를 표방했던 그는 친페르시아 파 알크마이온 일족에 의해 참주 지배 경력으로 기소되었으나 무죄가 선고되었고, 아테나이 민회에서 장군으로 선출되었다. 마라톤 전투에서 극적 승리를 거두면서 일약 아테나이의 영웅으로 찬사를 받았다.
그러나 기원전 489년부터 강행한 파로스의 공략에 실패했기 때문에 크산트포스(페리클레스의 아버지)에게 고발당하여 민회에서 ‘아테나이 민중에 대한 사기’라는 비난을 받게 되었다. 원고 측은 사형을 구형했지만, 아테나이의 옛 영웅에 대한 정상 참작을 인정받아 50 달란트라는 지극히 고액의 벌금을 지불하고 죽음을 면했다. 하지만 지불이 완료되기 전에 옥중에서 허벅지의 괴저로 사망한 것으로 알려졌다. 이 다리 부상은 파로스 원정 때 입은 상처로 신벌을 받았다고도 한다.

## 같이 보기
- 페르시아 전쟁